# قائمة وكالات الاستخبارات في ألمانيا
قائمة وكالات الاستخبارات في ألمانيا:

## نشط حاليا
- جهاز المخابرات الفيدرالي (BND) ( (بالألمانية: Bundesnachrichtendienst)‏: المخابرات الأجنبية والعسكرية
- الخدمة العسكرية لمكافحة التجسس (MAD) ( (بالألمانية: Militärischer Abschirmdienst)‏: (الدفاعية) مكافحة التجسس داخل الجيش الألماني
- المكتب الاتحادي لحماية الدستور (BfV)(بالألمانية: Bundesamt für Verfassungsschutz)‏: المخابرات الداخلية الوطنية
- مكاتب الدولة لحماية الدستور (باللغة (بالألمانية: مكتب الدولة لحماية الدستور)‏: الاستخبارات الداخلية للولايات الوطنية 16

إلى جانب ذلك، هناك العديد من الوكالات العسكرية والمدنية الأخرى في ألمانيا التي لا تتمتع بوضع جهاز استخبارات، ولكنها تتحمل مسؤوليات معينة مماثلة لتلك الخاصة بخدمات الاستخبارات أو تتضمن تعاونًا وثيقًا مع أجهزة الاستخبارات الألمانية:

## الوكالات السابقة
- الشرطة السرية البروسية (الألمانية: Preußische Geheimpolizei ): مقدمة لسلسلة الغيستابو بين عامي 1851 و1933.
- خدمة المخابرات البحرية (N ، MND) (الألمانية: Marinenachrichtendienst، وأيضًا Nachrichten-Abteilung ): قسم الاستخبارات في البحرية الإمبراطورية الألمانية.
- القسم IIIb (الألمانية: Abteilung III b ): الاستخبارات العسكرية للأركان العامة الألمانية في الإمبراطورية الألمانية.
- الجيوش الأجنبية الشرقية (الألمانية: Abteilung Fremde Heere Ost ). خدمة تحليل الاستخبارات الجيش من ألمانيا النازية.
- الدفاع (الألمانية: أبفير ): جهاز المخابرات الاستخباراتي لألمانيا النازية.
- خدمة المراقبة ( B-Dienst ، χB-Dienst، MND III) (الألمانية: Beobachtungsdienst): جهاز المخابرات البحرية لألمانيا النازية.
- شرطة الدولة السرية (Gestapo) (الألمانية: الغيستابو ): الشرطة السرية لألمانيا النازية وأوروبا التي تحتلها ألمانيا.
- الشرطة الميدانية السرية (GFP) (الألمانية: Feldpolizei ): الشرطة العسكرية السرية لل Wehrmacht .
- خدمة الأمن (SD) (بالألمانية: الشرطة الأمنية الألمانية ): وكالة استخبارات جهاز شوتزشتافل والحزب النازي. انظر أيضا: مكتب الأمن الرئيسي في الرايخ
- منظمة جيلين ("المؤسسة"، "Zipper"): مقدمة لسلسلة الاستخبارات الفيدرالية (Bundesnachrichtendienst).
- وزارة أمن الدولة (MfS، "شتازي") (باللغة (بالألمانية: شتازي)‏: جهاز أمن الدولة في جمهورية ألمانيا الديمقراطية . انظر أيضا: الإدارة الرئيسية للاستطلاع
- الاستطلاع العسكري للجيش الشعبي الوطني (MIL-ND) (بالألمانية: Militärische Aufklärung der Nationalen Volksarmee): وكالة الاستخبارات العسكرية في ألمانيا الشرقية.
- مكتب / مركز استخبارات القوات المسلحة الفيدرالية (ANBw / ZNBw) (الألمانية: Amt / Zentrum für Nachrichtenwesen der Bundeswehr ): منظمة تحليل الاستخبارات العسكرية التابعة للجيش الألماني. اتخذ معظم مهام ZNBw برئاسة دائرة الاستخبارات الاتحادية الألمانية بعد اتفاق بين وزارة الدفاع الاتحادية والمستشارية الاتحادية.